# Kampeercarnet
Een kampeercarnet is een (internationaal erkende) identiteitskaart voor kampeerders.
Er zijn diverse kampeercarnets in omloop:
- ACSI Club ID
- Camping Card International
- Camping Card Scandinavia
- Camping Key Europe